# West Michigan Edge
El West Michigan Edge fue un equipo de fútbol de los Estados Unidos que alguna vez jugó en la USL Premier Development League, la cuarta liga de fútbol en importancia en el país.

## Historia
Fue fundado en el año 1995 en la ciudad de Grand Rapids, Míchigan con el nombre Grand Rapids Explosion, el cual usaron hasta 1998 al cambiarlo por West Michigan Explosion hasta el cambio final por su nombre actual en el año 2000.
Luego de estar sus primeros cuatro años de vida en la USISL en la que solo clasificaron a los playoffs en 1997, el club se convirtió en uno de los equipos fundadores de la USL Premier Development League en 1999, en la que exceptuando el año 2003 por darse un año sabático, fueron uno de los equipos constantes de la liga, aunque solo clasificaron a los playoffs en el año 2000 en el que alcanzaron las semifinales de conferencia.
El club desapareció oficialmente al finalizar la temporada 2008 y nunca pudo clasificar a la US Open Cup.

## Temporadas
| Año  | División | Liga                 | Temporada Regular    | Playoffs                 | US Open Cup  |
| ---- | -------- | -------------------- | -------------------- | ------------------------ | ------------ |
| 1995 | 4        | USISL Premier League | 6º, Central          | No clasificó             | No clasificó |
| 1996 | 4        | USISL Premier League | 6º, Central Northern | No clasificó             | No clasificó |
| 1997 | 4        | USISL PDSL           | 4º, North Central    | Semifinal Divisional     | No clasificó |
| 1998 | 4        | USISL PDSL           | 7º, Great Lakes      | No clasificó             | No clasificó |
| 1999 | 4        | USL PDL              | 7º, Great Lakes      | No clasificó             | No clasificó |
| 2000 | 4        | USL PDL              | 4º, Great Lakes      | Semifinal de Conferencia | No clasificó |
| 2001 | 4        | USL PDL              | 2º, Great Lakes      | No clasificó             | No clasificó |
| 2002 | 4        | USL PDL              | 3º, Great Lakes      | No clasificó             | No clasificó |
| 2003 | Inactivo | Inactivo             | Inactivo             | Inactivo                 | Inactivo     |
| 2004 | 4        | USL PDL              | 6º, Great Lakes      | No clasificó             | No clasificó |
| 2005 | 4        | USL PDL              | 6º, Great Lakes      | No clasificó             | No clasificó |
| 2006 | 4        | USL PDL              | 5º, Great Lakes      | No clasificó             | No clasificó |
| 2007 | 4        | USL PDL              | 3º, Great Lakes      | No clasificó             | No clasificó |
| 2008 | 4        | USL PDL              | 5º, Midwest          | No clasificó             | No clasificó |

## Estadios
- Holland Municipal Stadium; Holland, Michigan (2004)
- Forest Hills Central High School Field; Grand Rapids, Míchigan (2005-2007)
- Mona Shores High School Field; Muskegon, Michigan 1 juego (2005)
- Cornerstone University Sports Complex; Grand Rapids, Míchigan 4 juegos (2007)
- East Grand Rapids Memorial Field; Grand Rapids, Míchigan 2 juegos (2007)
- Crestwood Middle School Ground; Kentwood, Michigan 1 juego (2007)
- EK Stadium; Kentwood, Michigan (2008)

## Jugadores

### Jugadores destacados
| - Eric Alexander - Joel John Bailey - Brady Bryant - Neathan Gibson - John Michael Hayden | - Stephen Herdsman - Dave Hertel - Neil Holloway - Greg Janicki | - Anthony Maher - Stu Riddle - Josh Tudela - Joel DeLass |